# 大谷定英
大谷 定英（おおたに さだふさ）は、江戸時代中期の公家・武士。官位は従四位上・中務権大輔。二条家の諸大夫を務めた。桃井 定英とも。

## 概要
定英は桃井氏、大谷氏という家号を称し、二条家の「殿上人」となり、官位は従五位下・刑部少輔から従四位上・中務権大輔に至った。宝永6年（1709年）4月に二条綱平の東下に従い、帰洛の途中の同年5月6日に尾張国熱田で46歳で卒去した。